# برلمان قومية سامي (النرويج)
برلمان قومية سامي(بالنرويجية: Sametinget، السامي الشمالية: Sámediggi، لوله سامي: Sámedigge، السامي الجنوبية: Saemiedigkie) هي الهيئة التي تمثِّل شعب قومية سامي في النرويج، والتي تعمل كمؤسسة ذات استقلالية ثقافية من أجل مصلحة شعب سامي السكان الأصليين في المنطقة، ويتم التشاور معها في كل القرارات الحكومية التي تؤثِّرعلى مصالح شعب سامي.
افتُتح البرلمان في 9 أكتوبر 1989، ويقع مقره في بلدية كراشوك بمقاطعة فينمارك. يضم حالياُ 39 ممثّلاً يُنتخبون كل أربع سنوات بالتصويت المباشر من سبع دوائر انتخابية. وخلافا لما يحدث في فنلندا فإن الدوائر الانتخابية السبعة تغطي جميع النرويج. رئيس البرلمان الحالي هو أيلي كيسكيتالو.

## المسئوليات
يختص عمل برلمان قومية سامي بالقضايا السياسية التي يرى أنها تهمّ أو تخدم مصلحة شعب سامي. وتتلخص مسئوليات البرلمان فيما يلي: (1) القيام بدور الهيئة السياسية المُنتخبة لشعب سامي التي تدعم المبادرات السياسية الخاصة به، (2) تنفيذ المهام الإدارية بتفويض من السلطات الوطنية النرويجية أو بموجب القانون.
في بداية إنشائه عام 1989 كان حجم المسئوليات التي حدّدتها ونقلتها الحكومة النرويجية إلى برلمان قومية سامي متواضعة، بيد أن المزيد من المسؤوليات أضيفت فيما بعد ومنها:
- إدارة صندوق التنمية الخاص بشعب سامي، والذي يقدِّم الِمَنح للمنظمات أو الفنون المرتبطة به (1989).
- تنمية لغات السامي في النرويج، بما في ذلك تخصيص الأموال للبلديات والمقاطعات التي تُعتبر فيها لغة رسمية (1992).
- مسؤولية الحفاظ على ثقافة قومية سامي، بما في ذلك إدارة صندوق تمويل من المجلس النرويجي للشؤون الثقافية (1993).
- حماية مواقع التراث الثقافي لقومية سامي (1994).
- تطوير الوسائل التعليمية الخاصة بلغات سامي، بما في ذلك تخصيص المِنَح لهذا الغرض (2000).
- انتخاب 50% من أعضاء مجلس إدارة فينمارك (2006).

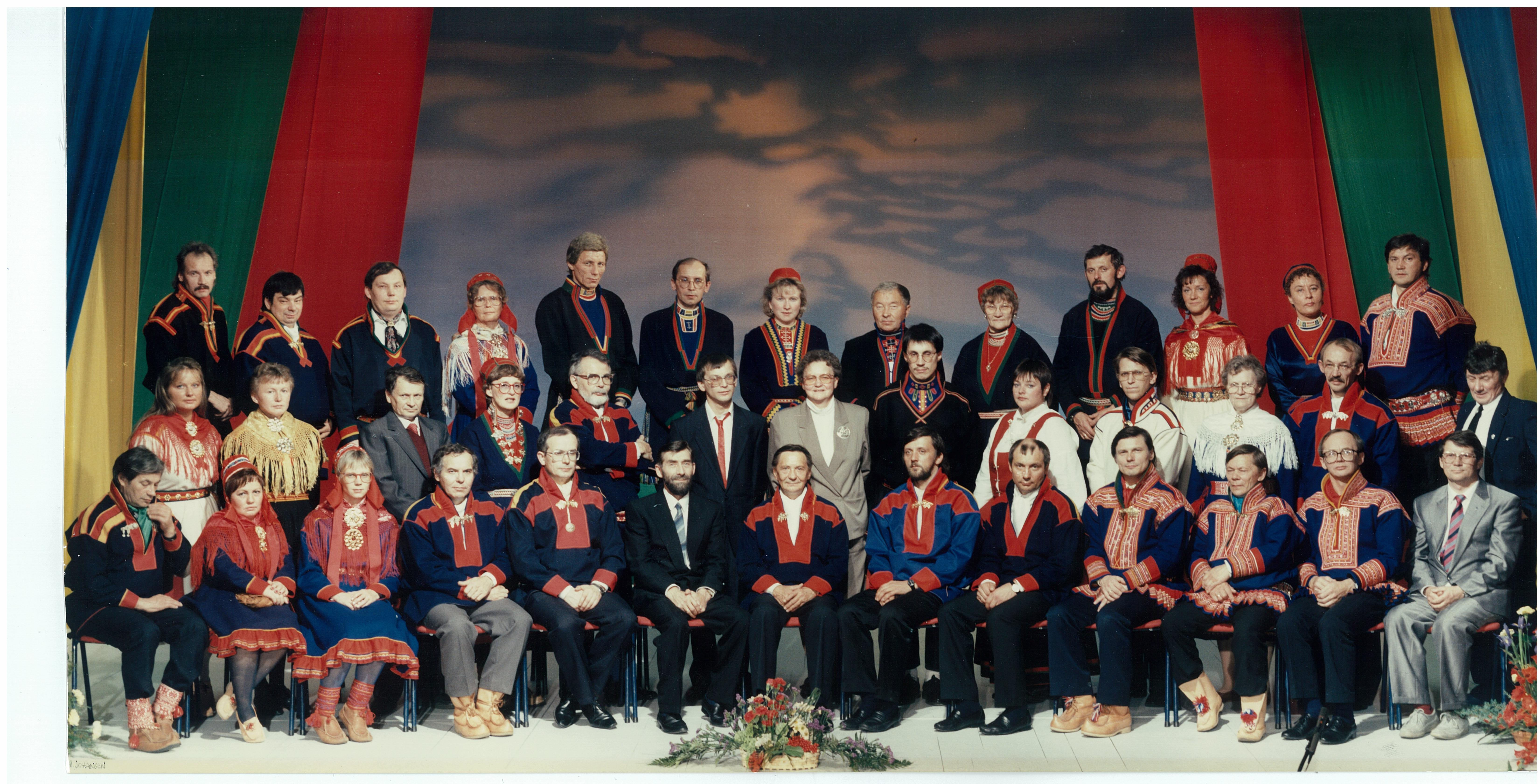
الجلسة الافتتاحية لأول برلمان سامي 1989

## التمويل
تتكفّل الدولة النرويجية بالتمويل في عدة بنود من الميزانية، لكن يحق للبرلمان أن يوزِّع الأموال حسب الأولويات الخاصة به. وتُعتبر  وزارة العمل والإدماج الاجتماعي في الحكومة النرويجية هي المسئول الرئيسي عن شئون قومية سامي، بما في ذلك تخصيص الأموال. وفيما يلي تقريباً لإجمالي الميزانية النرويجية المُخصّصة لبرلمان سامي في السنوات الأخيرة:
- 2016: 464 مليون كرونة نرويجية.[3]
- 2008: 311 مليون كرونة نرويجية.[4]
- 2007: 275 مليون كرونة نرويجية (المرجع نفسه).
- 2006: 260 مليون كرونة نرويجية.

بالإضافة إلى ذلك يدير البرلمان ما يُعرَف بــ "Samefolkets fond" وهو صندوق أُنشئ في عام 2000 بمثابة تعويض من الحكومة النرويجية عن سياسات النروجة السابقة ضد سكان سامي. 